# Marcelo Antônio Guedes Filho
Marcelo Antônio Guedes Filho,cunoscut ca Marcelo (n. 20 mai 1987, São Vicente, Brazilia) este un fotbalist aflat sub contract cu Olympique Lyonnais.